# Frasne-le-Château
Frasne-le-Château é uma comuna francesa na região administrativa de Borgonha-Franco-Condado, no departamento de Alto Sona. Estende-se por uma área de 12,5 km². Em 2010 a comuna tinha 322 habitantes (densidade: 25,8 hab./km²).